# Hémilly
Cet article possède un paronyme, voir Rémilly.
Hémilly est une commune française située dans le département de la Moselle, en région Grand Est.

## Géographie
Hémilly appartient au bassin de vie de la Moselle-Est.
| Villers-Stoncourt | Servigny-lès-Raville | Guinglange  |
| Chanville         | Hémilly              | Elvange     |
| Vittoncourt       | Herny, Arriance      | Mainvillers |

### Hydrographie
La commune est située dans le bassin versant du Rhin au sein du bassin Rhin-Meuse. Elle est drainée par le ruisseau le Grand le ruisseau de Faux, le ruisseau d'Hemilly et le ruisseau Lollenbach.

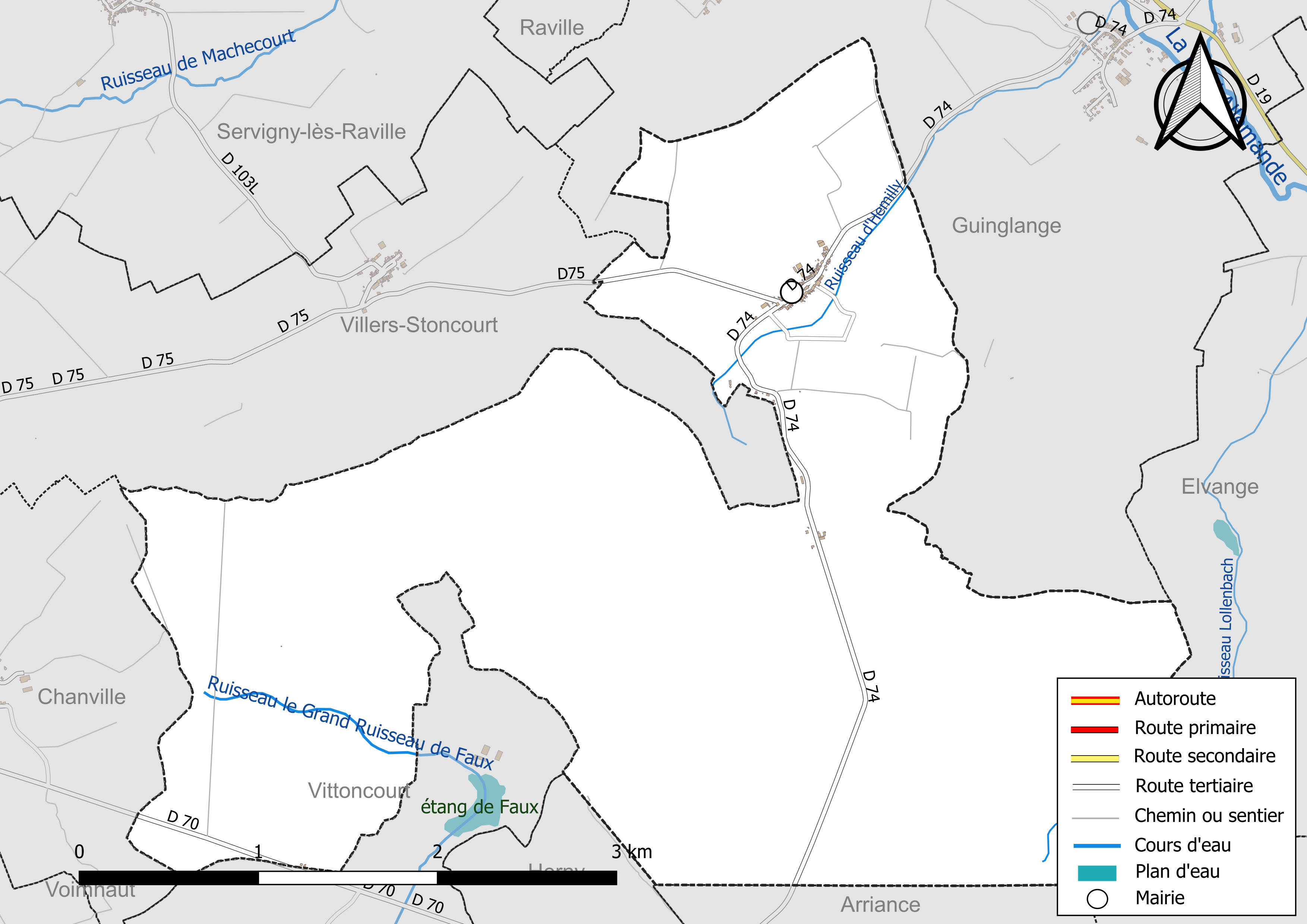
Réseaux hydrographique et routier d'Hémilly.

### Climat
Pour des articles plus généraux, voir Climat du Grand Est et Climat de la Moselle.
En 2010, le climat de la commune est de type climat des marges montargnardes, selon une étude du Centre national de la recherche scientifique s'appuyant sur une série de données couvrant la période 1971-2000. En 2020, Météo-France publie une typologie des climats de la France métropolitaine dans laquelle la commune est exposée à un climat semi-continental et est dans la région climatique  Lorraine, plateau de Langres, Morvan, caractérisée par un hiver rude (1,5 °C), des vents modérés et des brouillards fréquents en automne et hiver. 
Pour la période 1971-2000, la température annuelle moyenne est de 9,5 °C, avec une amplitude thermique annuelle de 16,9 °C. Le cumul annuel moyen de précipitations est de 792 mm, avec 11,8 jours de précipitations en janvier et 9,2 jours en juillet. Pour la période 1991-2020, la température moyenne annuelle observée sur la station météorologique de Météo-France la plus proche, « Lesse_sapc », sur la commune de Lesse à 11 km à vol d'oiseau, est de 10,7 °C et le cumul annuel moyen de précipitations est de 694,0 mm. 
La température maximale relevée sur cette station est de 40 °C, atteinte le 25 juillet 2019 ; la température minimale est de −20,7 °C, atteinte le 20 décembre 2009,,. 
Les paramètres climatiques de la commune ont été estimés pour le milieu du siècle (2041-2070) selon différents scénarios d'émission de gaz à effet de serre à partir des nouvelles projections climatiques de référence DRIAS-2020. Ils sont consultables sur un site dédié publié par Météo-France en novembre 2022.

## Urbanisme

### Typologie
Au 1er janvier 2024, Hémilly est catégorisée commune rurale à habitat dispersé, selon la nouvelle grille communale de densité à sept niveaux définie par l'Insee en 2022.
Elle est située hors unité urbaine. Par ailleurs la commune fait partie de l'aire d'attraction de Metz, dont elle est une commune de la couronne,. Cette aire, qui regroupe 245 communes, est catégorisée dans les aires de 200 000 à moins de 700 000 habitants,.

### Occupation des sols
L'occupation des sols de la commune, telle qu'elle ressort de la base de données européenne d’occupation biophysique des sols Corine Land Cover (CLC), est marquée par l'importance des forêts et milieux semi-naturels (78,7 % en 2018), une proportion identique à celle de 1990 (78,7 %). La répartition détaillée en 2018 est la suivante : 
forêts (76,8 %), terres arables (14,3 %), prairies (7 %), milieux à végétation arbustive et/ou herbacée (1,9 %). L'évolution de l’occupation des sols de la commune et de ses infrastructures peut être observée sur les différentes représentations cartographiques du territoire : la carte de Cassini (XVIIIe siècle), la carte d'état-major (1820-1866) et les cartes ou photos aériennes de l'IGN pour la période actuelle (1950 à aujourd'hui).

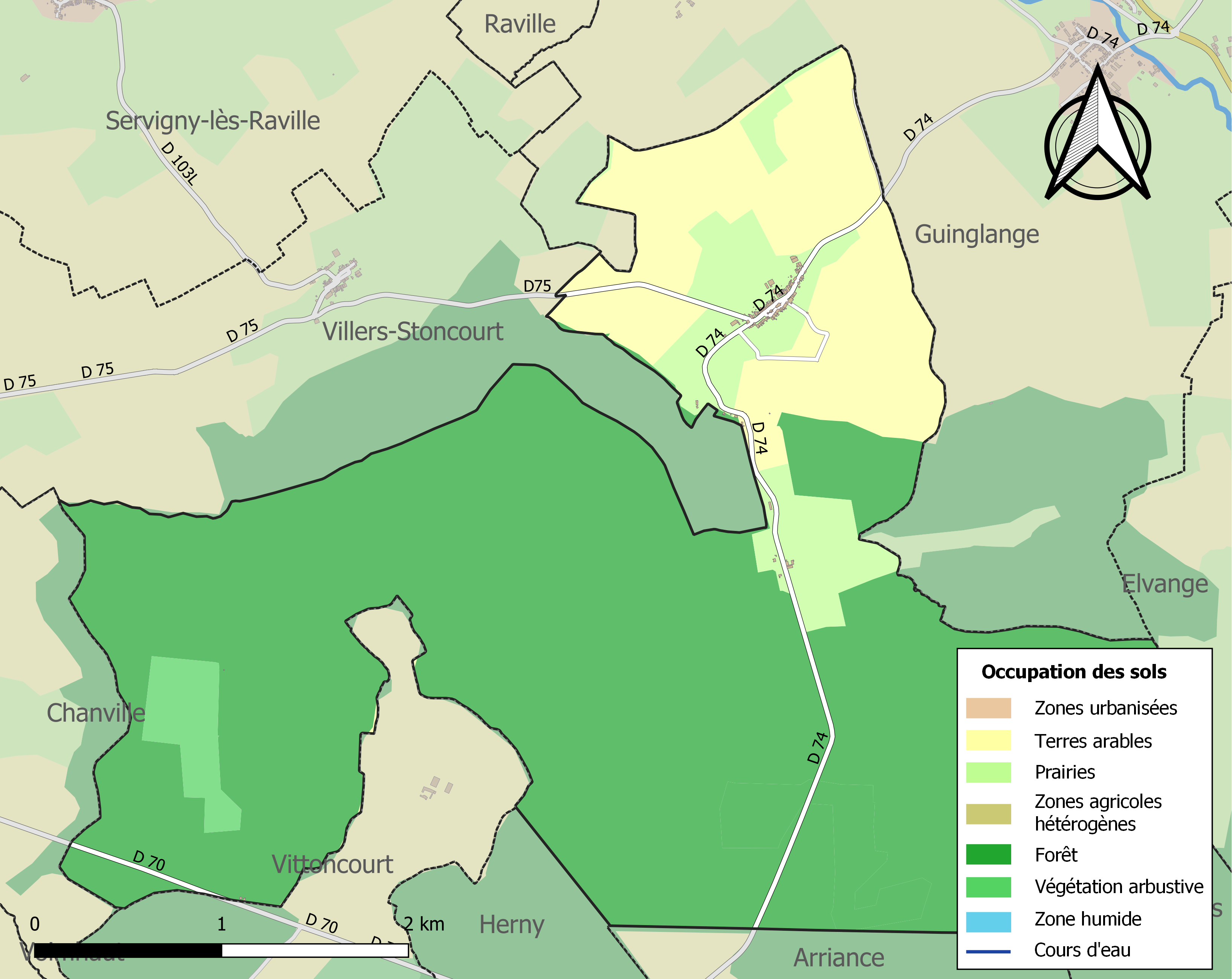
Carte des infrastructures et de l'occupation des sols de la commune en 2018 (CLC).

## Toponymie
- De Hamiliacu ou Hamilingas (d'un nom de personne germanique Hamil(o) + -ing)[13], ou d'un nom de personne germanique Helmin + -iacum[14].
- Anciennes toponymies : Omanges dit Hemilly (1594)[13], im Hemeringer weg (1688)[13], Homlange[15] et Heming[16] (1756), Hemming (1766), Hemilly (1793)[17].
- En lorrain : Hemly. En allemand : Hemming[15], puis Hemelich (1915-1918 et 1940-1944).
- Durant le XIXe siècle, Hémilly était également connu au niveau postal sous l'alias de Hemeling[18].

## Histoire
Le village était germanophone au Moyen Âge, d'où son ancien nom Hemming.
Il dépend du bailliage de Boulay de 1751 à 1789 et est alors annexe de la paroisse de Guinglange.

## Politique et administration
| Période                                  | Période   | Identité        | Étiquette | Qualité |
| ---------------------------------------- | --------- | --------------- | --------- | ------- |
| mars 1980                                | mars 1995 | Christian Royer |           |         |
| mars 1990                                | mars 2001 | Denis Sibille   |           |         |
| mars 2000                                | En cours  | Michel Baylac   |           |         |
| Les données manquantes sont à compléter. |           |                 |           |         |

## Démographie
L'évolution du nombre d'habitants est connue à travers les recensements de la population effectués dans la commune depuis 1793. Pour les communes de moins de 10 000 habitants, une enquête de recensement portant sur toute la population est réalisée tous les cinq ans, les populations de référence des années intermédiaires étant quant à elles estimées par interpolation ou extrapolation. Pour la commune, le premier recensement exhaustif entrant dans le cadre du nouveau dispositif a été réalisé en 2004.

En 2022, la commune comptait 143 habitants, en évolution de −0,69 % par rapport à 2016 (Moselle : +0,52 %, France hors Mayotte : +2,11 %).
| 1793 | 1800 | 1806 | 1821 | 1836 | 1841 | 1861 | 1866 | 1871 |
| ---- | ---- | ---- | ---- | ---- | ---- | ---- | ---- | ---- |
| 296  | 276  | 322  | 343  | 360  | 359  | 335  | 293  | 278  |

| 1875 | 1880 | 1885 | 1890 | 1895 | 1900 | 1905 | 1910 | 1921 |
| ---- | ---- | ---- | ---- | ---- | ---- | ---- | ---- | ---- |
| 269  | 231  | 239  | 246  | 218  | 217  | 209  | 198  | 167  |

| 1926 | 1931 | 1936 | 1946 | 1954 | 1962 | 1968 | 1975 | 1982 |
| ---- | ---- | ---- | ---- | ---- | ---- | ---- | ---- | ---- |
| 157  | 145  | 150  | 144  | 122  | 124  | 102  | 80   | 102  |

| 1990 | 1999 | 2004 | 2006 | 2009 | 2014 | 2019 | 2022 | - |
| ---- | ---- | ---- | ---- | ---- | ---- | ---- | ---- | - |
| 113  | 148  | 147  | 147  | 145  | 141  | 141  | 143  | - |

## Culture locale et patrimoine

### Lieux et monuments
- Vestiges gallo-romains.
- Hêtre de 350 ans portant l'inscription « Je suis le hêtre aux loups ».

#### Édifices religieux

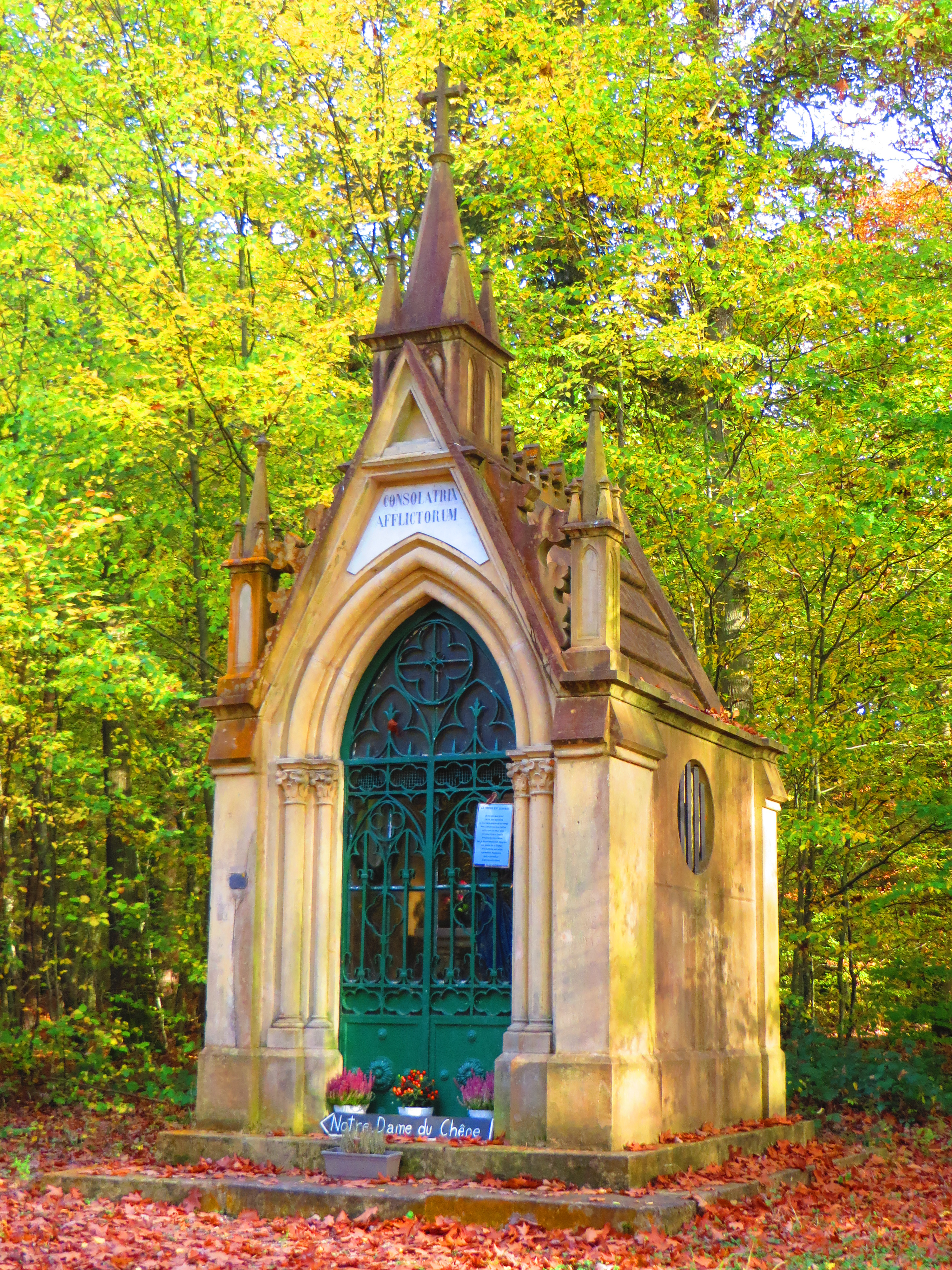
Chapelle Notre-Dame-du-Chêne

- Église Saint-Hubert, néo-gothique, 1878.
- Chapelle Notre-Dame-du-Chêne 1901, en forêt domaniale d'Hémilly.
- Croix du choléra, en grès local, sur la route qui va à Aoury, seconde moitié du XIXe siècle, érigée par la famille Brun-Wagner. La carte des Naudin atteste l'existence d'une autre croix à cet endroit avant 1720[22].
- Croix, en allant vers Guinglange[22].
- Croix de Faux, début XXe siècle, bien conservée, porte les instruments de la passion[22].

### Héraldique
| Blason de Hémilly | Blason  | Coupé : au 1° parti d'azur au lion couronné d'argent, et d'argent à la clef contournée de gueules ; au 2° de gueules à la rencontre de cerf d'argent sommée d'une croix d'or. |
| Blason de Hémilly | Détails | Le lion, tiré du blason de Berus, rappelle qu'Hémilly appartenait à cette châtellenie. La clef indique que le village faisait partie du ban Saint-Pierre, une possession de l’abbaye de Saint-Pierre-aux-Nonnains de Metz. Enfin le cerf en pointe est l'emblème de saint Hubert, le patron de la paroisse. Le statut officiel du blason reste à déterminer. |